# Aurelio Lampredi
Aurelio Lampredi (16 juin 1917 à Livourne - 1er juin 1989 à Livourne) est un ingénieur motoriste en automobile et aviation italien.

## Biographie
Aurelio Lampredi est né à Livourne le 16 juin 1917. Après s'être diplômé à l'Institut technique de Fribourg, il commence sa carrière chez Piaggio, le fabricant de la Vespa, ensuite chez Isotta-Fraschini avant la Seconde Guerre mondiale, puis rejoint Officine Meccaniche Reggiane pour y dessiner des moteurs d'avion.

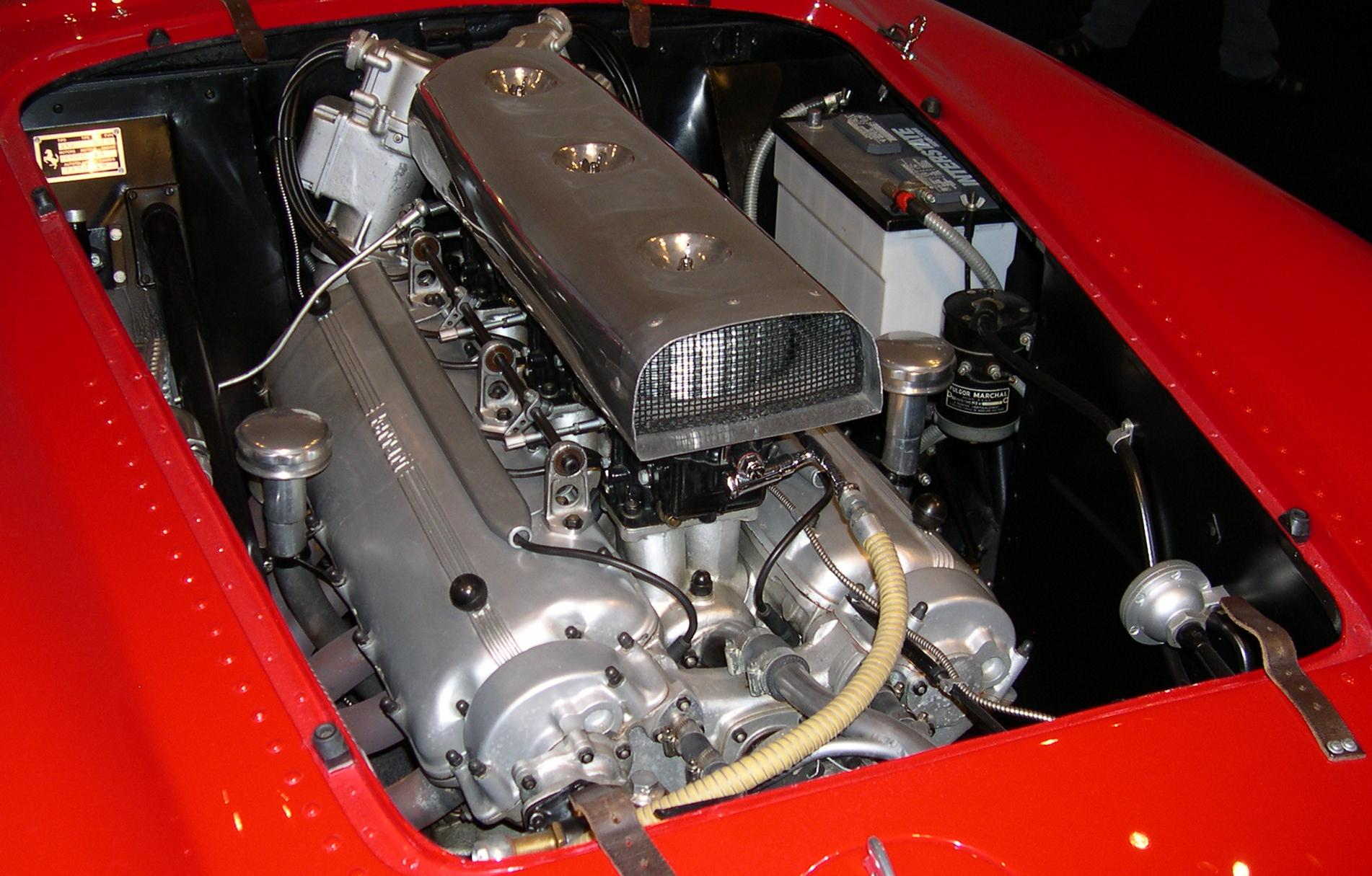
Le moteur Ferrari Lampredi

En septembre 1946, il est recruté chez Ferrari qu'il quitte en 1947. Il tente une expérience chez Isotta Fraschini à Milan, mais après sept mois, il retourne à Maranello où Giuseppe Busso était parti rejoindre Alfa Romeo. Il travaille sur de nouveaux projets lancés par Enzo Ferrari et y rencontre un autre ingénieur motoriste, Gioachino Colombo. Peu de temps après, la compétition  entre les deux ingénieurs conduit Colombo à quitter le constructeur de Maranello .
Désormais Lampredi se consacre à l'évolution du premier moteur 12 cylindres, le moteur de 4 500 cm3 qui procure à Ferrari sa première victoire. Monté sur la Ferrari Tipo 375 F1 pilotée par Froilan Gonzalez à Silverstone. Auparavant Lampredi avait également conçu un moteur de 3 300 cm3 et un de 4 100 cm3. Il se consacre ensuite au développement du projet de la Ferrari Tipo 500 F2 qui remporte deux titres mondiaux, en 1952 et 1953 avec Alberto Ascari comme pilote.
En 1956, Lampredi rejoint  Fiat où il projette les moteurs des séries 1800-2100-2300 à chambres hémisphériques. Il supervise la division motorisation jusqu'en 1977 où il dessine les moteurs à double arbre à cames et Fiat SOHC qui sont utilisés sur les automobiles Fiat pendant plus de 32 ans. Il est ensuite directeur de l'usine de l'écurie Fiat-Abarth de 1973 à 1982.
Aurelio Lampredi est mort à  Livourne le 1er juin 1989 à l'âge de 71 ans.